# Фортенова група
Фортенова група је послује од 1. априла 2019. године, која је насатала применом нагодбе поверилаца у Агрокору који је због неликвидности и презадужености завршио у предстечају вођеном кроз поступак Ванредне управе на Закона о поступку ванредне управе у предузећима од системског значаја за Републику Хрватску.

## Повезана предузећа
Предузећа која су повезана са Фортенова групом на крају 2022. године су:
- Belje Agro-vet plus d.o.o., Меце
- Belje plus d.o.o., Дарда
- Eko Biograd plus d.o.o., Свети Филип и Јаков
- Energija Gradec d.o.o., Сесвете
- PIK-Vinkovci plus d.o.o., Винковци
- VINKA plus d.o.o., Винковци
- VUPIK plus d.o.o., Вуковар
- Felix plus d.o.o., Винковци
- Sarajevski kiseljak d.o.o., Кисељак
- Jamnica mineralna voda d.o.o., Љубљана
- JAMNICA plus d.o.o., Загреб
- Mg Mivela d.o.o. Трстеник
- Agrolaguna d.d., Пореч
- Vinarija Novigrad d.o.o., Ријека
- PIK BH d.o.o. Лакташи
- PIK VRBOVEC plus d.o.o., Врбовец
- Pik Vrbovec S d.o.o., Београд
- Zvijezda d.o.o., Љубљана
- ZVIJEZDA plus d.o.o., Загреб
- Дијамант д.о.о. Зрењанин
- Mercator-EMBA d.o.o., Логатец
- ROTO DINAMIC d.o.o.,Самобор
- Konzum d.o.o., Сарајево
- Konzum plus d.o.o., Загреб
- Mercator-BH d.o.o., Сарајево
- Mercator IP d.o.o., Накло
- MERCATOR-CG d.o.o. Подгорица
- MERCATOR-S D.O.O., Београд
- Poslovni sistem Mercator d.d. Словенија
- M- Energija d.o.o., Љубљана
- MultiPlusCard d.o.o., Загреб
- Super Kartica d.o.o., Београд
- Super Kartica d.o.o., Подгорица
- Super Kartica d.o.o., Сарајево
- Mercator-H d.o.o., Сесвете
- A007 plus d.o.o., Загреб
- TISAK plus d.o.o., Загреб
- ŽITNJAK D.D., Загреб
- Kor - Broker d.o.o., Загреб
- LG Moslavina plus d.o.o., Загреб
- mStart plus d.o.o, Загреб
- mStart Business Solutions d.o.o., Нови Београд